# Chata PTTK nad Morským okom
Chata PTTK nad Morským okom (polsky Schronisko PTTK nad Morskim Okom) je nejstarší vysokotatranská turistická chata, která stojí na morénovém valu ve výši 1410 m nad Morským okom v Dolině Rybiego Potoku na polské straně Vysokých Tater. Po rekonstrukci v letech 1988–1992 chata nabízí turistům a horolezcům 78 míst na nocleh Budova chaty byla v roce 1976 prohlášena za památkově chráněný objekt. Chatu provozuje Polský turisticko-vlastivědný spolek.

## Historie
Už v první polovině 17. století, pravděpodobně i dříve, dolinu navštěvovali pastýři. Kolem roku 1823 na břehu Morského oka stála koliba, v níž nocovali pastýři. V roce 1827 Emanuel Homolacs ze Zakopaného postavil na břehu plesa první malou chatku. Byla v ní kuchyň, pokoj na přenocování a podkroví. Chatka neměla okna a byla velmi skromně zařízená. I přesto, že ji několikrát opravili byla v 50.–60. letech 20. století velmi zanedbaná. V roce 1865 vyhořela. Na jejím místě Polský tatranský spolek (Polskie Towarzystwo Tatrzańskie) v roce 1874 postavil nové „Schronisko“. Byla to nevelká dřevěná budova, v níž mohlo přenocovat 25 turistů nebo horolezců. Chata byla otevřena 3. srpna 1874. Pojmenovali ji Chata Stanisława Staszica.
V dalším období se zvýšil standard chaty. V roce 1891 postavili za chatou další objekt a v roce 1892 oba spojili. Turisté chatu využívali zejména v letní sezóně. Na podzim roku 1898 obě chaty shořely. Roku 1899 zřídili ve velké vozovně, která stála poblíž chaty a sloužila pro kočáry, na kterých se vozili turisté ze Zakopaného do doliny, dočasné „Schronisko“. Tato budova stojí dodnes pod názvem „Stare Schronisko“ a je nejstarším přístřeškem v Tatrách.
V letech 1902–1903 goralka Anna Burowa postavila na západní straně morény primitivní chatu. která měla dva prostory. Sloužila až do roku 1930, kdy byla rozebrána.
Dnešní chata byla postavena v roce 1908 a od té doby je jedním z nejoblíbenějších ubytovacích zařízení v celé oblasti polských Vysokých Tater. V sedmdesátých letech 20. století Tatrzański Park Narodowy zamýšlel, v rámci ochrany plesa, přesunout původní objekt do tatranského skanzenu a na jeho místě vybudovat novou budovu bez ubytovacích kapacit a dalšího zázemí. Mělo v ní být jen ubytování pro pracovníky národního parku, muzeum horolezectví a služební místnost polské horské záchranné služby GOPR. Tyto plány se nikdy nerealizovaly. V roce 1997 navštívil přístřešek papež Jan Pavel II.
Roku 1823 na severním břehu plesa na kamenném podstavci postavili železný kříž. Roku 1836 ho přeložili k Czarnemu Stawu pod Rysami.

## Turistika
- značka vedoucí z Toporowé Cyrhli v Zakopaném přes Psiu Trawku, Rówień Waksmundzku, pokračuje na Morské oko a okolo Czarnego Stawu na Rysy.
  - délka túry od Vodopádů Mickiewicza k chatě: 1:30 h, ↓ 1:15 h
  - délka túry od chaty k Czarnemu Stawu: 50 min, ↓ 40 min
  - délka túry od chaty na Rysy: 3:50 h, ↓ 3:10 h
- červená značka vedoucí po asfaltové cestě z parkoviště na poľanu Palenica Białczańska (není přístupná pro auta), která se spojuje s červenou značkou před Vodopády Mickiewicza (2:20 h, ↓ 1:55 h)
- červená značka vedoucí okolo plesa (asi 50 min.)
- modrá značka přes Świstówku Roztocku ku chate PTTK v Doline Pięciu Stawów Polskich (2 h, nazpět 1:40 h)
- žlutá značka na Szpiglasowu Przełęcz (2:15 h, ↓ 1:40 h)